# Nicolas Bienvenu
Pour les articles homonymes, voir Bienvenu.
Nicolas Bienvenu, né le 14 mai 1974, est un acteur et scénariste français.

## Biographie
Nicolas Bienvenu a débuté au théâtre en 1993 avec ses propres pièces, Le rêve était presque parfait puis Ça sent le faisan à la cour, deux comédies qui voient le jour au théâtre du Tourtour.
De 1997 à 2000, il collabore activement à deux émissions de télévision de France 2 DKTV (7 d'or de la meilleure émission jeunesse) et Rince ta baignoire où il évolue en tant qu’auteur, comédien, voix et réalisateur. Il s’essaye ensuite à l’animation avec C’est toujours l’été puis officie aux côtés de Michel Drucker dans Les Rendez-vous du dimanche soir, sur France 3. Remarqué par ces multiples talents, on lui propose alors de faire le rewriting de Hang Time, une série de France 2 de 15 épisodes et signe également les lancements des Princesses du cirque sur France 3. 
Il fait ensuite la rencontre d’Eric Delcourt avec qui il collabore sur de nombreux projets notamment pour le théâtre avec La Sœur du grec et Hors piste. Il participe également en tant que comédien à de nombreuses fictions comme Commissaire Valence et Clem sur TF1, Samantha oups sur France 2 et La Grande Inondation sur Canal+. Il tourne également pour le cinéma aux côtés de Benoît Poelvoorde dans Les Deux Mondes de Daniel Cohen.
Actuellement comédien au théâtre Trianon à Bordeaux, Nicolas Bienvenu propose des cours d'interprétation dramatique, pour amateurs et professionnels, avec son organisme de formation acteur story. 

## Filmographie

### Cinéma

#### Longs métrages
- 2012 : Comme un chef de Daniel Cohen : Serveur brasserie
- 2007 : Les Deux Mondes de Daniel Cohen : Pierre Eric Demazure

#### Courts métrages
- 2010 : Métaphysique..., de Anne-Sophie Franck
- 2009 : Global Warming, de Christophe Mercier
- 2008 : Juste un pitch d'Eric Raynaud

### Télévision
- 2013 : Falco
- 2011 : L'homme de la situation - M6
- 2011 : Les Flamboyants, série télévisée de Jean-Luc Azoulay : Didier Walker
- 2011 : Les Mystères de l'amour - 2 épisodes : Blessures de Jean-Luc Azoulay et Ultimatum de Olivier Altman
- 2010 : Clem  - épisode :  Vive les vacances! de Joyce Buñuel : Le flic
- 2010 : Gérald K. Gérald de Élisabeth Rappeneau : L'officier de gendarmerie
- 2009 : Comprendre et pardonner - épisode  Un cœur en or de Chris Reynaud
- 2009 : Canal ou presque de Varante Soudjian
- 2008 : Pas de secrets entre nous, série télévisée de  Jean-Marc Thérin, Pierre Leix-Cote et Michel Hassan
- 2007 : Avocats et associés - épisode : Refreshing Solutions  de Claire de la Rochefoucauld : le psy Robert
- 2007 : Les Intouchables de Patrick Dewolf
- 2007 : Samantha oups ! série télévisée
- 2007 : Déjà vu de François Vautier
- 2007 : Hubert et le Chien de Laurence Katrian
- 2006 : Paris 2011: La grande inondation, documentaire de Bruno Viktor-Pugebet : Paul Messier
- 2003 : Commissaire Valence, série télévisée
- 2001 : C'est toujours l'été : chroniqueur
- 2000-2001 : Les Rendez vous du dimanche soir : animateur
- 1997-2000 : La Planète de Donkey Kong
- 1998-1999 : Rince ta baignoire : comédien-réalisateur

## Théâtre
- 2022-2023 : Les hommes se cachent pour mentir, Théâtre Trianon
- 2022 : Chacun mon tour, Théâtre Molière
- 2012-2013 : La Sœur du Grec, Théâtre du Splendid
- 2010-2011 : Nul n'est censé ignorer Cerise, Comédie de la Contrescarpe
- 2005 et 2009 : Hors piste d'Eric Delcourt, m.e.s. Eric Delcourt et Dominique Deschamps, Théâtre Fontaine et Comédie Bastille
- 2009 : Pigeon Break, auteur et m.e.s. de Nicolas Bienvenu avec Jean-Loup Helpi, Théâtre le Mélo d'Amélie
- 2007-2008 : La Sœur du Grec, Théâtre du Splendid
- 2006 : La Sœur du Grec, Théâtre Fontaine
- 2005 : La Sœur du Grec, Comédie Bastille
- 2000 : Hors Piste, Comédie de Paris
- 1997 : Ça sent le faisan à la cour, Théâtre du Tourtour
- 1994 : 'Rhapsody in blood, Tambour royal
- 1994-1995 : Au pays des lutins, Théâtre du Tourtour
- 1993 : Le rêve était presque parfait, Théâtre du Tourtour
- 1993 : Garde à vue, Bataclan